# Casa de Báñez

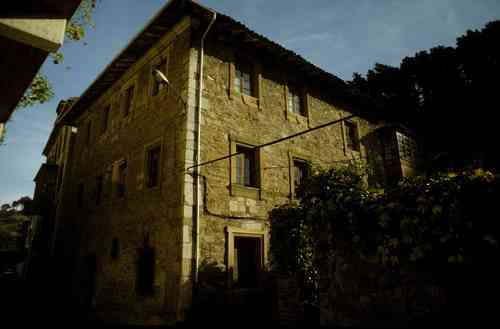
Imagen tomada en 1987

El palacio Báñez o casa de Báñez de Deva en Guipúzcoa, País Vasco (España), ocupa un solar exento, abriendo sus fachadas principales a las calle Ifarkale (delantera) y a un cantón lateral – hoy entrada a un aparcamiento –(derecha), mientras las dos secundarias se orientan a un jardín zaguero (trasera) y un albañal (izquierda). 
Su planta es cuadrangular. Inicialmente fue algo más ancha que profunda, pero tardíamente fue ampliada hacia atrás hasta adquirir su actual regularidad. En efecto, aún puede verse perfectamente la hilada de sillares que definía el ángulo posterior derecho de la casa, a partir de la cual se realizó la prolongación. Su volumen es aproximadamente cúbico.
El aparejo es mampostería, con uso de sillares en las esquinas y cantoneras de los vanos de las dos fachadas principales. En algunas zonas, en la parte superior, la piedra aparece ennegrecida, como si el edificio hubiera sufrido un incendio. La cara principal aparece recorrida por un zócalo de unos 0.70 metros, en placa arenisca muy parcheada. En la ampliación la fábrica es mucho peor: mampostería menuda e irregular, y ausencia de sillares.
Sus dos caras públicas presentan una retícula de vanos muy regular: tres alturas y cuatro ejes en cada una. La planta baja se abría inicialmente al exterior a través de un amplio arco de medio punto, una de cuyas jambas y la mitad de su rosca puede aún verse en el extremo derecho de la pared principal. Este ingreso es del siglo XVI, pero posteriormente fue adintelado, y más tarde parcialmente desmantelado para abrir en su lugar una ventana adintelada. Esta se cierra con una reja de tres registros de vástagos de cuadradillo y torneados, con banco y frontón de roleos.
Un ventanillo adintelado, más elevado que los restantes huecos, serviría para iluminar el zaguán.
Hacia el centro de la fachada, un acceso de dintel monolítico, con los sillares de sus jambas ordenados equilibrada y simétricamente. Sobre él un bloque de sillería luce un escudete de los Sasiola. Se trata de una clave de arco, probablemente extraída del primitivo ingreso al edificio, que ya hemos mencionado.
Por fin, a la izquierda se abre otra ventana de características similares a la primera, pero sus sillares son en realidad de argamasa. posiblemente sustituyen a verdaderas piedras, retiradas por razones desconocidas, ya que su cierre de forja es idéntico al del vano del otro extremo.
En la fachada derecha pueden verse cuatro ventanas que repiten el modelo de las plantas superiores, sobre las que nos extenderemos más adelante, pero están realizadas en argamasa. Son, por tanto, obra moderna (en una de ellas puede apreciarse como se ha desprendido de parte de la argamasa, dejando el muro desnudo), del mismo momento de la ampliación en planta. Pero sobre las tres correspondientes al volumen original asoman unos bloques de sillería que habrá que relacionar con unos vanos allí existentes con anterioridad.
El primer piso cuenta con cuatro ventanas al frente y tres al lateral derecho. Estos huecos, y sus paralelos en la planta superior, son lo más interesante del palacio. Son vanos adintelados que descansan en un entablamiento listelado que en los extremos se quiebra para apear en sendas mensulillas de triglifos con golas; las jambas, que arrancan de los triglifos y el entablamento, repiten los listeles o fascios, y se recercan mediante placas lisas que rematan en orejeras de muy poca salida tanto en el sentido horizontal como en vertical. Por las ménsulas, el empleo de listeles y la escasa salida de las orejas podemos situar estos huecos en la primera mitad del siglo XVII. Debajo de todos estos ventanales el aparejo es de sillería, como es habitual en las construcciones del siglo XVI. Parece, por tanto, que las primitivas ventanas fueron desmanteladas en el siglo XVII para ser sustituidas por las que hoy podemos ver.
Se completa en fenestraje de esta planta con un mirador, diversos ventanucos y un balcón, todos con esquineras de madera, en la prolongación zaguera. Todo ello es de factura contemporánea.
En la cara principal, al centro, luce escudo que por sus cueros recortados, fina labra de la colaboración del yelmo y carnosidad de los lambrequines podemos situar también en el XVII.
El segundo piso repite el mismo sistema de luces, pero en este caso las ventanas presentan un par de variaciones. Por un lado, las orejas son sólo horizontales. Por otro, y esto es lo más llamativo, en la mitad del entablamento se incluyen unas carátulas, tondos circulares que acogen rostros esquemáticos, de factura muy popular, casi naif, rodeados de lo que parecen ser unos rollizos brazos vestidos con jubón de manga larga decorado con bordados, según la moda de los primeros austrias menores.
En estos vanos faltan los asentamientos de sillares, lo que nos hace suponer que inicialmente (en el siglo XVI) no existieron grandes huecos en este segundo piso, sino sólo luceros para iluminar el camarote. La excepción es la última ventana de la cara derecha, pero esta es un caso un tanto especial: situada más baja que las demás, debió de servir para dar luz a la caja de las escaleras que llevaban del primero, piso residencial, al camarote. De cualquier forma pueden verse varias piezas de sillería reaprovechadas aquí y allá, que sin duda pertenecerán a los vanos desmantelados en el siglo XVII para instalar todos los huecos descritos.
Como en el piso anterior, un mirador y varios ventanucos de escasa calidad se abren en la prolongación zaguera.
La cara principal, la más pública, aparece rematada por un grueso cornisón que se extiende algunos centímetros por las fachadas laterales. Su perfil en gola es idéntico al de la cornisa de la cercana parroquia, realizada entre 1621 y 1629. En la cara derecha se ha remedado torpemente esta cornisa con argomasa. 
La cubierta ha debido ser siempre a cuatro aguas, aunque lógicamente con motivo de la ampliación hubo de ser replanteada. Los canes recogen modelos populares, a base de un roleo sencillo y un par de cuñas laterales.